# Asplundia labela
Asplundia labela är en enhjärtbladig växtart som först beskrevs av Richard Evans Schultes, och fick sitt nu gällande namn av Gunnar Wilhelm Harling. Asplundia labela ingår i släktet Asplundia och familjen Cyclanthaceae. Inga underarter finns listade.